# إنبيكس
إنبكس كوربوريشن هي شركة نفط يابانية تأسست في فبراير 1966 تحت اسم شركة شمال سومطرة البحرية لاستكشاف البترول المحدودة.

## الاندماج
نتيجة للاندماج الذي نسقته الحكومة ، وافقت شركة إنبكس وشركة تايكوكو على تشكيل إنبكس القابضة في 3 أبريل 2006.    في 1 أكتوبر 2008 ، تم الانتهاء من الاندماج مع شركة إنبكس التي يتم تشكيلها من إنبكس القابضة و إنبكس و تايكوكو أويل ، وتم نقل المقر الرئيسي إلى أكاساكا ، طوكيو .
تم تأميم تكتل ماهاكام ، وهي أول موقع إنبكس الأصلي ، من قبل حكومة إندونيسيا في عام 2018 ، وتديرها حاليًا برتامينا .

### زيت تيكوكو
تأسست شركة تايكوكو أويل المحدودة كشركة شبه حكومية لتوحيد شركات التنقيب عن النفط اليابانية الحالية في عام 1941.
- 1950 بدأ التطوير في حقل ياباس النفطي ، أكيتا ، اليابان
- 1959 بدأ إنتاج حقل كوبيكي للنفط والغاز
- 1962 أكمل أول خط أنابيب للغاز الطبيعي للمسافات الطويلة بين طوكيو ومحافظة نيغاتا [8]
- 1965 تم الانتهاء من التطوير في حقل نفط مينامي أجا
- 1970 بدأ إنتاج حقل غاز هيغاشي - كاشيوازاكي
- 1975 الانتهاء من تطوير مشروع خارجي في جمهورية الكونغو الديمقراطية
- 1980 بدأت منطقة الإنتاج غرب بكر في مصر (تم بيعها في عام 2012 بعد الإنتاج التراكمي لحوالي 50 مليون برميل من النفط) [9]